# Пљачка Трећег рајха
Пљачка Трећег рајха је српски филм сниман 2004. године у режији Здравка Шотре. Главне улоге тумаче: Драган Николић, Никола Ђуричко, Катарина Жутић и Исидора Минић.
Филм је премијерно приказан 17. фебруара 2004. у Сава центру.

## Синопсис
У рано пролеће 1941. године, кад је Хитлер почео да осваја Европу, у Београд су се сјатили најбољи обијачи и фалсификатори; међу њима и Главоња и Калауз. Они су завили у црно многе банке и знани су полицији широм Европе. Главоња (Драган Николић) је интелигентан, полиглота и промишљен тип. Вређа га када га зову лоповом - он је надахнути обијач, спреман за велике подухвате и има врло развијену самосвест о свом умећу. Калауз (Никола Ђуричко) је његова супротност. Похлепан је на све што му засија пред очима, склон је успутним ситним крађама, доста је скромне памети и - „глуп“, како то за њега каже његов ортак. Његовом кривицом „пали“ су на првом подухвату у Београду. 
Прича почиње хапшењем Главоње и Калауза након једне њихове операције. Пошто себе сматрају елитом међу затвореницима, нису могли да једу затворску храну, па су себи дозволили да се сами послуже официрском храном, због чега су завршили у самици. 
Када је Краљевину Југославију, као и велики део Европе, окупирала Немачка, и Главоња и Калауз постају немачки затвореници. Немци су се 1941. уселили у најлепше виле у Београду, међу њима и немачки пуковник са лепом младом женом. Пошто није знао да отвори касу коју је затекао у вили, пуковник је наредио да му доведу Главоњу и Калауза. Они користе ситуацију и успевају да побегну. Преко својих пријатеља набављају немачка документа у којима стоји да су Хитлерови рођаци, велики јунаци Немачког рајха. Поздрављају се са женама и децом и одлазе у Берлин да „раде“ сматрајући да се тамо може наћи најбољи посао. Лажно представљање помогло им је да постану део тамошње елите, а то им омогућило и доста успешних операција - све до поновне робије, али не задуго...

## О филму
„Пљачка Трећег рајха“ је комедија рађена по мотивима истинитог догађаја, према сценарију Миодрага Андрића (Љубе Мољца), који је за филм адаптирао редитељ Здравко Шотра. Филм гледаоцима нуди ведру авантуристичку причу зачињену мангупским шалама и досеткама главних јунака, префињени хумор, интригантну љубавну причу и оптимизам.

## Улоге
| Глумац                  | Улога                         |
| ----------------------- | ----------------------------- |
| главне улоге            |                               |
| Драган Николић          | Главоња                       |
| Никола Ђуричко          | Калауз                        |
| Катарина Жутић          | Роса                          |
| Исидора Минић           | Деса                          |
| Војин Ћетковић          | Поручник Франц Беме           |
| Катарина Радивојевић    | Ана                           |
| Предраг Ејдус           | Банкар Рајнер                 |
| Јосиф Татић             | Наредник Толе                 |
| Богдан Диклић           | Доктор, Главоњин комшија      |
| Власта Велисављевић     | Рецепционер                   |
| Милорад Мандић Манда    | Клошар                        |
| Тихомир Станић          | Пуковник Муци                 |
| Михајло Бата Паскаљевић | Јеврејин Моша                 |
| Драгомир Чумић          | Ћора                          |
| Младен Недељковић       | Мута                          |
| Слобода Мићаловић       | Јеврејка Сара                 |
| Горан Даничић           | аутомеханичар Петер Шварцкопф |
| остале улоге            |                               |
| Слободан Тешић          | Фотограф                      |
| Александар Маринковић   | Жандар                        |
| Бобан Љубичић           | Возач жандарских кола         |
| Дејан Цицмиловић        | Гестапо официр                |
| Дејана Миладиновић      |                               |
| Јован Ристовски         |                               |
| Алек Родић              |                               |
| Јасминка Хоџић          |                               |
| Даница Здравић          |                               |
| Александар Михајловић   |                               |
| Милош Анђелковић        | Професор Димитријевић         |
| Александар Крстић       |                               |
| Владимир Посавец        |                               |
| Милутин Мићовић         |                               |
| Срђан Раишић            |                               |
| Рас Растодер            | Бармен                        |
| Драгољуб Марковић       | Баштован                      |
| Нинослав Ђорђевић       |                               |
| Ратко Милетић           | Немачки војник у возу         |
| Мира Ђурђевић           | Немачка СС-овка из хотела     |
| Александар Митић        | Таксиста                      |
| Славољуб Плавшић        |                               |
| Макс Ћелић              | Преводилац                    |
| Предраг Панић           | Немачки официр у биоскопу     |
| Предраг Кораја          |                               |
| Милана Вранешевић       |                               |
| Радоје Раша Јелић       |                               |
| Кристина Јаковљевић     |                               |
| Чаба Рабловски          |                               |
| Снежана Марковић        |                               |
| Драгослав Пармезановић  |                               |
| деца у филму            |                               |
| Филип Марковић          |                               |
| Душан Станковић         |                               |
| Марко Стевановић        |                               |
| Владислав Стевановић    |                               |
| Илија Јовановић         |                               |
| Нада Николић            |                               |
| Лука Булатовић          |                               |
| Тибор Филач             |                               |
| Јелисавета Недељковић   |                               |
| Ленка Тешић             |                               |
| Александар Јањић        |                               |
| Андреа Јањић            |                               |

## Награде
Исидора Минић је на Филмском фестивалу у Сопоту за најбољу женску улогу у филму добила Награду Статуета Слобода.